# Delphacodes marginalis
Delphacodes marginalis är en insektsart som först beskrevs av De Motschulsky 1863.  Delphacodes marginalis ingår i släktet Delphacodes och familjen sporrstritar. Inga underarter finns listade i Catalogue of Life.